# マリオン・スコット
マリオン・スコット（Marion McCarrell Scott、1843年8月21日 - 1922年5月3日）は、アメリカ合衆国の教育者。明治時代に来日したお雇い外国人の一人で、1872年（明治5年）設立の師範学校において近代的教授法を伝授、小学教則及び教科書選定に従事し、日本の師範教育の基礎をつくった。

## 経歴
ケンタッキー州バーレン郡に生まれ（父：ジョン･スコット、母：マーガレット・マッカレル）、南北戦争中にバージニア大学を卒業。その後、カリフォルニア州教育局の教員採用試験委員やグラマースクール校長を務めていたが、駐米少弁務使森有礼の推挙により、1871年（明治4年）8月に来日、南校（のち開成学校、さらに東京大学等へ改編）の英語教師となる。
1872年（明治5年）8月、「学制」発布と同時に設立された官立の小学教師養成機関である師範学校（のち東京師範学校、筑波大学の淵源）唯一の教師として雇われ、アメリカの小学校をモデルとした近代的教授法（一斉教授法やペスタロッチ主義による実物教授法）を伝授するとともに、小学教則及び教科書の選定にも携わり、師範教育の基礎づくりに貢献した。
1874年（明治7年）8月の同校満期退職後は、東京英語学校、大学予備門で語学教師を務めたが（新渡戸稲造・内村鑑三らが在籍）、文部省の方針転換により中途で解雇され（明確な理由は不明）、1881年（明治14年）1月に離日した。
一旦帰国した後に併合前のハワイ王国ホノルルに移住、1882年以降は、フォート･ストリート･スクール（のちホノルル・ハイスクール→マッキンリー・ハイスクールに改称）の副校長、のち校長に就任し、視学官も務めた。1919年6月にはハワイ大学から名誉法学博士の学位を授与され、同月中に38年務めた校長を退職、マッキンリー・ハイスクール名誉校長の称号を授与された（没後にスコットの名を冠した記念講堂設立）。
一方、1900年代に顕在化するアメリカでの排日問題に対して、日本及び日本人に関する論稿を新聞雑誌に投稿し、日系移民と現地の人々とのトラブルには調停に努めるなど日本とハワイとの友好親善にも貢献した。なお、1913年3月にはニューヨークのジャパン･ソサエティに模して設立された「布哇日本協会 Japan Society of Hawaii」の会長に指名され就任していた。
1922年5月3日の早朝、数週間前の脳卒中により入院していたホノルルのクイーンズ病院にて永眠。

## 受勲
- 1885年（明治18年）2月3日 - 勲五等双光旭日章[4]
- 1912年（明治45年）5月17日 - 勲四等旭日章[5]

## 関連文献
- 平田宗史 「M M・Scottの活動と業績」『教育学研究』第45巻第1号、日本教育学会、1978年3月, doi:10.11555/kyoiku1932.45.1
- 古賀徹 「マリオン M・スコットの研究 : ハワイ時代を中心として」『教育學雑誌』第25号、日本大学教育学会、1991年3月、NAID 110009898953, doi:10.20554/nihondaigakukyouikugakkai.25.0_78
- 古賀徹 「マリオン M.スコットと日本の教育」『比較教育学研究』第17号、日本比較教育学会、1991年7月, doi:10.5998/jces.1991.43
- 武内博 「我が国師範教育の父 スコット」（国立教育会館編 『日本の近代化をになった外国人 : フォンタネージ・クラークとケプロン・スコット』 ぎょうせい、1992年5月）
- 佐用章子 「師範教育 : 開発教授法を指導したスコット」（日本放送出版協会編 『日本の『創造力』 : 近代・現代を開花させた四七〇人 15 貢献した外国人たち』 日本放送出版協会、1994年2月）
- 平田宗史著 『エム・エム・スコットの研究』 風間書房、1995年3月、ISBN 4759909419
- 「スコットの出自と来日の経緯」（武内博著 『近代西洋の光 : 来日西洋人と日本洋学者群像』 日本古書通信社、2007年6月）